# Кокпектинський сільський округ (Бухар-Жирауський район)
Кокпекти́нський сільський округ (каз. Көкпекті ауылдық округі, рос. Кокпектинский сельский округ) — адміністративна одиниця у складі Бухар-Жирауського району Карагандинської області Казахстану. Адміністративний центр — село Кокпекти.
Населення — 4336 осіб (2021; 4276 у 2009, 3818 у 1999, 4132 у 1989).
Станом на 1989 рік існувала Кокпектинська сільська рада (села Міньковка, Кокпекти, Сартобе). 2007 року було ліквідовано села Аккудук, Жалгизкудук, Кумискудук.

## Склад
До складу округу входять такі населені пункти:
| Населений пункт | Населення, осіб (1989) | Населення, осіб (1999) | Населення, осіб (2009) | Населення, осіб (2021) |
| --------------- | ---------------------- | ---------------------- | ---------------------- | ---------------------- |
| Байкадам, село  | 643                    | 661                    | 815                    | 982                    |
| Кокпекти, село  | 2823                   | 2540                   | 2822                   | 2828                   |
| Саритобе, село  | 666                    | 617                    | 639                    | 526                    |